# Martial Kouassi
Pour les articles homonymes, voir Kouassi.
Martial Yao Kouassi, né le 4 octobre 1989 à Bingerville, est un footballeur ivoirien. Il évolue au poste de milieu de terrain.

## Biographie
Kouassi réalise ses débuts professionnels en 2006 avec l'ASEC Mimosas.
Le 12 janvier 2011, il signe son premier contrat en Tunisie avec le Stade tunisien.
Le 1er janvier 2014, il signe avec le LPS Touzer.
Le 1er juillet 2014, il signe un nouveau contrat avec son ancienne équipe, le Stade tunisien.
Le 1er juillet 2016, il signe avec le US Ben Guerdane.
Le 20 mai 2017, il signe son premier contrat au Soudan avec le Al Merreikh.
Le 8 janvier 2018, il est revenu en Tunisie et il signe avec le AS Gabès.

## Carrière
- 2006-2010 : ASEC Mimosas ( Côte d'Ivoire)
- 2010-2013 : Stade tunisien ( Tunisie)
- 2013-2014 : LPS Touzer ( Tunisie)
- 2014-2016 : Stade tunisien ( Tunisie)
- 2016-2017 : US Ben Guerdane ( Tunisie)
- 2017-2018 : Al Merreikh ( Soudan)
- 2018-2018 : AS Gabès ( Tunisie)
- 2018-2019 : Al-Adalah FC ( Arabie saoudite)
- 2019-2021  : Fujaïrah SC ( Émirats arabes unis)
- 2020-2020 → : Al-Bukayriyah FC ( Arabie saoudite)
- 2021 : US Ben Guerdane ( Tunisie)